# OutRun 2006: Coast 2 Coast
OutRun 2006: Coast 2 Coast es un juego desarrollado por Sumo Digital que fue lanzado al mercado en 2006 por Sega, el octavo título en la serie. OutRun 2006 es una re-imaginación del primer juego de la serie, y tiene un juego completamente nuevo con un motor gráfico más moderno. El juego está partido en dos partes: Una conversión fiel de OutRun 2 SP (que incluye los niveles del OutRun 2, aunque no las pistas extras del Daytona USA 2 y Scud Race/Super GT ni la opción de desbloquear el OutRun original de 1986), y "Coast 2 Coast", el cual incluye carreras de un jugador y retos.
OutRun 2006 salió en Europa y América del Norte en Xbox, PlayStation 2 y PSP y PC. En Japón, OutRun 2006 ha salido solo en ps2.
El 12 de junio de 2007, este juego fue añadido a la retro compatibilidad de Xbox360. El juego presentó un modo en línea para hasta seis jugadores.El 13 de mayo de 2009, los servidores quedaron off-line en PC, PS2 y PSP en Xboxfue el 15 de abril de 2010 debido al abandono de Xbox Live para Xbox.

## Gameplay
OutRun 2006: Coast 2 Coast presenta 15 coches diferentes, la mayoría de ellos nunca vistos en ningún OutRun. Además de los diez vehículos de OutRun 2, los modelos nuevos incluyen el Ferrari 550, Ferrari F355, Ferrari 328 GTS, y el Ferrari F430.
- Pon a prueba tu derrape: Un outrun con el objetivo de acumular puntos por ir a la deriva a través de curvas;
- Pon a prueba tu rebufo: El jugador tiene que conducir detrás vehículos de tráfico para recoger los puntos y batir rivales;
- Evitar el Knockout: Una carrera de Eliminación. El último coche colocado al final de cada etapa es automáticamente expulsado del reto.
- No pierdas tu novia: Un outrun pero aquí el objetivo del jugador evitar que sus "puntos de corazón" llegue a 0.

Cuándo el juego está empezado por primera vez, una selección limitada de coches, pistas, retos, y la música de fondo está disponible el resto debe ser desbloqueado

## Recepción
El juego tuvo recepción positiva. Actualmente tiene una puntuación de 83% y 81 de 100 para PC, 83% y 82 de 100 para PSP, 80% y 81 de 100 para PlayStation 2, y 77% y 77 de 100 para Xbox según GameRankings y Metacritic.